# Vieira & Vieirinha
Vieira e Vieirinha foi uma dupla de música sertaneja do Brasil formada pelos irmãos Rubens Vieira Marques (Itajobi, 20 de setembro de 1926 — São José do Rio Preto, 9 de julho de 2001) e Rubião Vieira (Itajobi, 26 de agosto de 1928 — São Paulo, 7 de abril de 1991).

## Vida e carreira
Rubens Vieira Marques, que se tornaria conhecido como Vieira, e Rubião Vieira, posteriormente conhecido como Vieirinha, eram filhos de Bernardino Vieira Marques, português, e Maria Gabriela de Jesus.
Bernardino chegou ao Brasil ainda novo, e casou-se com Maria Gabriela, com quem teve nove filhos, sendo cinco homens e quatro mulheres.
Vieira e Vieirinha cantam juntos desde muito crianças, sempre 
incentivados pelo pai. Cresceram junto com os primos-irmãos Zico & Zéca, e Liu e Léu. Não havia festas que eles não estivessem presentes, sempre
cantando e dançando catíra.
Em 1949, conheceram a dupla Tonico e Tinoco, que passaram uns dias no 
sítio em que moravam, a convite do seu Bernardino. Tonico e Tinoco ao 
ouvirem os Irmãos Vieira cantar, gostaram da dupla e os convidaram para 
apresentações em conjunto nos cinemas da região. Os Irmãos Vieira, 
devido à timidez, no primeiro show em Catanduva, apresentaram-se de 
costas para a platéia. Então Tonico e Tinoco viravam eles de frente, e eles 
desviravam e ficavam de costas novamente. Tinoco declara brincando que "os meninos
começaram de costas pra arte".
Tonico e Tinoco ofereceram de levá-los para a capital, mas eles ainda 
não tinham coragem de deixar o interior. Iniciava-se ali uma grande 
amizade entre as duas duplas. Durante o tempo em que ficaram no sítio da
família, colocou na cabeça dos Irmãos Vieira que eles teriam que 
enfrentar. Aí começaram a se apresentar nas quermesses, nas festas, nos 
cinemas, nos auditórios, e nas rádios da região, onde em pouco tempo 
ficaram conhecidos nas redondezas.
No rádio iniciaram em 1948, em Novo Horizonte, na Rádio Novo Horizonte 
ZYS-9, onde cantavam todos os dias no Programa "O Viajante do Sertão", 
com o nome de "Irmão Vieira". Depois transferiram-se para a Rádio Clube 
de Marília, onde permaneceram por dois anos com programa exclusivo 
patrocinado pelo refrigerante "Gentil".
Em 1950, fizeram a campanha eleitoral de Getúlio Vargas, que foi o 
primeiro a lhes abrir as portas para o meio artístico. Depois do último 
comício na cidade de Duartina, ao descerem do trem com Getúlio, ele 
disse à dupla que se fosse eleito poderiam pedir o que quisessem. 
Getúlio se elegeu, e os Irmãos Vieira escreveram-lhe uma carta falando 
do sonho de cantar no Rio de Janeiro. Getúlio então lhes abriu as portas
da Rádio Nacional do Rio de Janeiro, mas a mãe deles não deixou eles 
irem, pois tinha medo do mar. Então pediram a Getúlio uma oportunidade 
em São Paulo, que os apresentou à Rádio Nacional de São Paulo. Viajaram 
com o telegrama de Getúlio no bolso. Tinoco foi esperá-los na estação da
Luz e ficaram hospedados na casa de Tonico.
Estiveram três vezes na Rádio Nacional, na tentativa de conversar com o 
diretor da emissora, porém não foram atendidos. Tonico perguntou a eles,
se haviam mostrado o telegrama de Getúlio, e eles disseram que não. 
Quando voltaram à Rádio com o telegrama na mão foram recebidos na hora. 
Então se apresentaram pela primeira vez naquela emissora no Programa 
"Alvorada Cabocla", de Nhô Zé, em 1951, com o nome de "Vieira e 
Vieirinha", que foi adotado por sugestão dos padrinhos Tonico e Tinoco.
Aí conseguiram um programa só deles: "Sertão na Cidade", onde cantavam 
músicas de Tonico e Tinoco, Serrinha e Caboclinho, e músicas de autoria 
de Teddy Vieira e José Fortuna.
A Rádio Nacional foi a primeira moradia dos dois em São Paulo. Por 
alguns meses, dormiram no prédio da emissora. Ali eles cantaram de 1951 à
1954. Retornaram à emissora em 1958. Foram no total 25 anos de Rádio 
Nacional. De 1955 à 1958, atuaram no famoso Programa "Alma da Terra" da 
Rádio Tupi, às segundas, quartas e sextas-feiras, das 20:30 às 21:00 
horas, o chamado horário nobre do rádio na época.
A dupla foi um exemplo de sucesso no rádio, antes de começarem a gravar 
disco. Muito diferente dos dias de hoje, naquela época o disco não era o
canal direto que colocava as duplas em contato com o seu público, 
primeiro tinham que fazer o nome no rádio para depois gravarem.
Gravaram seu primeiro disco 78 rpm em 1953, pela Continental, com as músicas "O Canoeiro Não Morreu" e "Nova Londrina".
Foram no total 32 discos 78 rpm. Em 1959 gravaram seu primeiro LP 
intitulado "Vieira e Vieirinha Apresentam Suas Modas", onde reúnem 
alguns de seus sucessos gravados em 78 rpm.
A vendagem dos discos e os cachês dos shows renderam-lhe um bom dinheiro
e, em 1960, resolveram voltar para o interior, por não se adaptarem à 
vida na cidade grande. Adquiriram um restaurante de beira de estrada e 
uma fazenda em Goiás de 1500 hectares com escritura falsa. Perderam 
tudo e recomeçaram do zero.
Em 1963 lançaram o LP "A Volta de Vieira e Vieirinha". Daí para frente 
foram inúmeros discos gravados, que totalizam aproximadamente 35, com os
mais variados rítmos, mas a característica que mais marcou a dupla foi a
dança da catíra que lhes rendeu o slogan de "Os Maiores Catireiros do 
Brasil".
A dupla só veio a se desfazer com a morte de Vieirinha, ocorrida em 07 de abril de 1991.
Vieira se afastou da arte por algum tempo, e só voltou em 1996, quando 
gravou um disco com seu filho Ailton Estulano Vieira, com o nome de 
"Vieira e Vieira Jr", com quem permaneceu cantando, fazendo shows e se 
apresentando em programas de TVs.
Vieira faleceu em 09 de julho de 2001.
O maior sucesso da dupla foi sem dúvida "Garça Branca". Mas outras 
músicas também se destacaram, como "Transporte de Boiada", "Cravo na 
Cinta", "Rosas de Carne", "Noite Serena", "Silêncio do Berrante", "Adeus
Querida", "Ladrão de Mulher", "Recortado Paulista", "Rio Preto", "Pedido à Nossa Senhora", "Roubei Uma Casada", "A Moça Que Dançou Com O Diabo", entre outros.
Fonte: Sandra Cristina Peripato

## Discografia

### Álbuns
- (1996) Dona de mim
- (1995) Vieira e Vieirinha - Dose dupla
- (1994) A cor da terra
- (1982) Rei do Catira
- (1982) O rei dos carroceiros
- (1972) Garça branca
- (1959) São João Batista/Negra sorte
- (1959) Flor açucena/Malvado trem
- (1958) Embarcação de boi/Saudades do boiadeiro
- (1957) O estouro da boiada/Anjo de candura
- (1957) Estrada da vida/Aperto de mão
- (1957) Rosas de carne/Tia Geralda
- (1956) Dá trabalho/Quinze de setembro
- (1956) Destino de palhaço/Duas verdades
- (1956) Seis amigos/Galopando
- (1956) Castigo de boiadeiro/Noite serena
- (1955) Minha vida/Violeiro peitudo
- (1955) Carapuça/Adeus querida
- (1955) Transporte da boiada/Silêncio do berrante
- (1954) Garça branca/Sonhei que morri
- (1954) Carta anônima/Assombração
- (1954) Amor proibido/Cantiga de preto
- (1953) O canoeiro não morreu/Nova Londrina
- (1953) A moça que dançou com o diabo/Roubei uma casada
- (1953) Laço criminoso/Festa de janeiro
- (1953) Cravo na cinta/Transporte de boiada
- (1952) O coração não correu